# Torre da Bolsa
Torre da Bolsa este o arie protejată (arie de protecție specială avifaunistică — SPA) din Portugalia întinsă pe o suprafață de 868,84 ha, integral pe uscat.

## Localizare
Centrul sitului Torre da Bolsa este situat la coordonatele 38°51′46″N 7°07′23″W / 38.862869°N 7.123163°V.

## Înființare
Situl Torre da Bolsa a fost declarat arie de protecție specială avifaunistică în noiembrie 2008 pentru a proteja 47 de specii de animale.

## Biodiversitate
Situată în ecoregiunea mediteraneană, aria protejată nu include niciun habitat protejat.
La baza desemnării sitului se află mai multe specii protejate:
- păsări (46): lăcar mare (Acrocephalus arundinaceus), pescăruș albastru (Alcedo atthis), fâsă-de-câmp (Anthus campestris), fâsă de luncă (Anthus pratensis), lăstunul mare (Apus apus), pasărea ogorului (Burhinus oedicnemus), ciocârlie-cu-degete-scurte (Calandrella brachydactyla), Caprimulgus ruficollis, măcăleandru roșcat (Cercotrichas galactotes), barză albă (Ciconia ciconia), erete cenușiu (Circus pygargus), Clamator glandarius, dumbrăveancă (Coracias garrulus), prepeliță (Coturnix coturnix), cuc (Cuculus canorus), lăstun de casă (Delichon urbica), Elanus caeruleus, Falco naumanni, Galerida theklae, Hippolais polyglotta, rândunică roșcată (Hirundo daurica), rândunică (Hirundo rustica), sfrâncioc cu cap roșu (Lanius senator), ciocârlie de pădure (Lullula arborea), privighetoare (Luscinia megarhynchos), ciocârlie de bărăgan (Melanocorypha calandra), prigoare (Merops apiaster), gaia neagră (Milvus migrans), gaia roșie (Milvus milvus), muscar sur (Muscicapa striata), pietrar mediteranean (Oenanthe hispanica), grangur (Oriolus oriolus), dropie (Otis tarda), ciuf-pitic (Otus scops), codroșul de pădure (Phoenicurus phoenicurus), lăstun de mal (Riparia riparia), turturică (Streptopelia turtur), graur (Sturnus vulgaris), silvie roșcată (Sylvia cantillans), Sylvia hortensis, silvie de tufiș (Sylvia undata), Tachymarptis melba, spârcaci (Tetrax tetrax), sturzul viilor (Turdus iliacus), sturz-cântător (Turdus philomelos), nagâț (Vanellus vanellus)
- amfibieni (1): Discoglossus galganoi

Pe lângă speciile protejate, pe teritoriul sitului au mai fost identificate 1 specie de mamifere.